# Station Sunshine

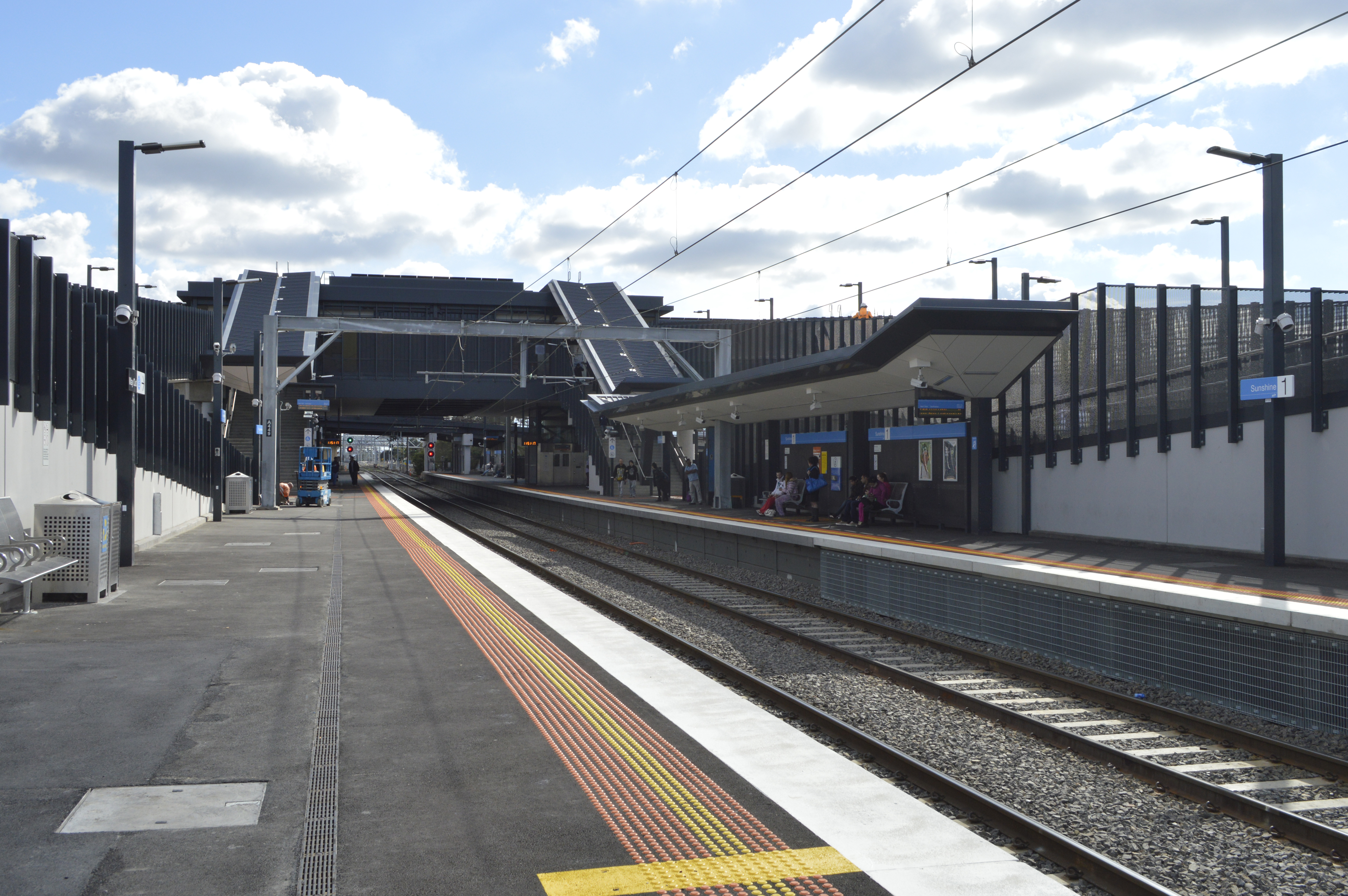
Station Sunshine

Station Sunshine is een spoorstation in de Australische stad Melbourne, in de voorstad Sunshine, aan de Sydenhamspoorlijn. Het station is gesitueerd tussen Monash Street en Durham Road.

## Faciliteiten
Het station bestaat uit drie perrons, waarvan twee eilandperrons. Perron 1 bevat een groot gebouw met houten buitenbekleding, een ingesloten wachtkamer binnen en een kaartjesbureau, terwijl perron 2&3 (eilandperron) een klein baksteengebouw bevat. Een grote Metcard-machine is gevestigd binnen de wachtruimte, die de meeste beschikbare etiketteringsopties kan uitdelen en ook nota's en muntstukken goedkeuren. Een kleine Metcard-machine is gevestigd bij de ingang van het eilandperron. Een seinhuisje is gevestigd op DOWN van het station. Er loopt een ondergrondse doorgang onder het station.
Alle perrons zijn te bereiken vanaf Monash Street en Durham Road.

## Geschiedenis
Station Sunshine is geopend op 7 september 1885 als Braybrook Junction. Het is in 1907 hernoemd naar Sunshine.